# Каменные ворота (скала)
Ка́менные воро́та — природная арка, геоморфологический и исторический памятник природы регионального значения, расположенный на берегу реки Исети в Свердловской области.

## Описание
Памятник природы «Каменные ворота» представляет собой известняковую скалу высотой в 20 метров с аркой в форме сквозного проёма, которая находится на правом берегу реки Исети к северо-западу от посёлка Мартюша, в Каменском городском округе Свердловской области, в 93 километрах к юго-востоку от города Екатеринбурга.
Карстовая скала со стороны реки и с боков покрыта трещинами со мхом и лишайниками. Тыльная её часть углубляется в склон и постепенно уходит в берёзовую рощу. При наблюдении с противоположного берега реки скала выглядит как крупный каменный монолит с отверстием-входом посередине. Для данного региона скала является уникальным геоморфологическим и ландшафтным объектом — карстовым мостом. Имеет уклон справа налево. Центральный проём, по сути, является сквозной пещерой. Его высота достигает 10 метров. Отверстие имеет форму прямоугольника, что делает его похожим на дверной проём. Однако это не равносторонняя фигура: верхняя часть у́же (около 4-5 метров), нижняя шире — около 8 метров.
Скала Каменные ворота признана памятником природы областного значения, входит в список особо охраняемых природных территорий России. Является «визитной карточкой» города Каменска-Уральского, часто изображается на сувенирной продукции, открытках, почтовых конвертах.
Скала Каменные ворота входит в состав целого каньона различных скал, расположенных на реке Исети неподалёку от города Каменска-Уральского. Ниже по течению находятся скалы Филин, Говорливый камень, скала Три пещеры, Пельмень-камень, а также множество других больших и малых безымянных скал. На них есть ряд смотровых площадок, откуда видны Каменные ворота. Выше по течению расположены ещё две областные достопримечательности: порог Ревун и Смолинская пещера.

## История
Впервые описана в 1811 году историком и географом Никитой Саввичем Поповым в книге «Хозяйственное описание Пермской губернии» под названием «Воротной камень», так как скала представляет собой подобие строящихся ворот.
В 1845 году британский геолог и путешественник Родерик Импи Мурчисон в своей книге «Геологическое описание Европейской России и хребта Уральского» указывает, что известковая скала «Каменные ворота» состоит из окаменелостей Spirifer æquirostris glaber, а в русском переводе книги название скалы перевели как «Петровские ворота».
А в «Отчете генерал-лейтенанта Гельмерсена о геологических исследованиях, произведённых по Высочайшему повелению на Урале в 1865 году», изданном в 1866 году, академик Императорской Петербургской академии наук Григорий Петрович Гельмерсен отмечает, что плотный серый известняк образует ворота, подобные «Правчицким воротам», расположенным в богемской части Саксонской Швейцарии.
20 августа 1895 года министр земледелия и государственных имуществ Алексей Сергеевич Ермолов, осмотрев скалу «Каменные ворота», отмечал, что «действительно ворота стоит посмотреть, так как у самого русла реки Исети, текущей в прекрасных скалистых берегах, высится огромная каменная стена, из которой часть камней выпала, образовав величественные ворота, прикрываемые сверху оставшейся на месте, правильной формы, глыбой камня».
В 1904 году в «Путеводителе по Уралу» Виктор Александрович Весновский описывал скалу так: находившаяся в живописном месте «огромная каменная стена, из которой часть камней выпала, образовав очень оригинальные ворота».
В 1909 году российские фотографы Сергей Михайлович Прокудин-Горский и Вениамин Леонтьевич Метенков запечатлели этот памятник природы во время совместной поездки по Уралу. Чёрно-белый фотоснимок Каменных ворот, сделанный Прокудиным-Горским, в настоящее время хранится в Библиотеке Конгресса США. Каменные ворота были запечатлены и на фотографических карточках известного российского фотографа XX века В. Л. Метенкова. Среди его работ сохранилось три фотографии этой скалы, снятой с разных ракурсов. Более ранних свидетельств не сохранилось. При сравнении фотоснимков столетней давности с современными видно, что изменилась береговая линия, Каменные ворота постепенно скрывает река.
В 1931 году рядом со скалой было создано спецпоселение Мартюш. Остатки ям от землянок спецпоселенцев сохранились до наших дней.
В 1934 году геологическое бюро Управления строительства Уральского алюминиевого комбината провело разведку месторождения известняка «Каменные ворота». Из-за сложной геологической структуры и неподходящего химического состава оно было признано непригодным для промышленной разработки, что спасло скалу от уничтожения.
Природный памятник также был изображён на картине Л. Кулиевой «Каменные ворота», а в 1975 году был выпущен почтовый конверт с изображением «Каменных ворот» тиражом 2 миллиона экземпляров.
В марте 2017 года памятник частично осыпался из-за вандалов, которые вбили крючья для скалолазанья.

## Туризм
Памятник природы «Каменные ворота» включён в качестве экскурсионного объекта в маршруты ряда речных и пеших экскурсий. Эта часть Исети судоходна для лодок, катеров и судов с малой осадкой. В период с декабря по март, когда река полностью покрыта льдом, скала с её стороны становится доступной для пешего туризма.
В окрестную инфраструктуру входят расположенные рядом санатории «У трёх пещер» и «Каменный пояс», санаторий-профилакторий «Чистый ключ», база отдыха-пансионат «Сосновый бор» и база отдыха «Восток». Данные учреждения организуют проведение экскурсий с посещением скал и пещер возле реки Исеть.

### Фестивали
10 сентября 2016 года состоялся II районный фестиваль национальных культур народов Среднего Урала «У Каменных ворот». 25 августа 2018 года на территории Каменского городского округа состоялся IV фестиваль национального творчества «У Каменных ворот».

## Галерея

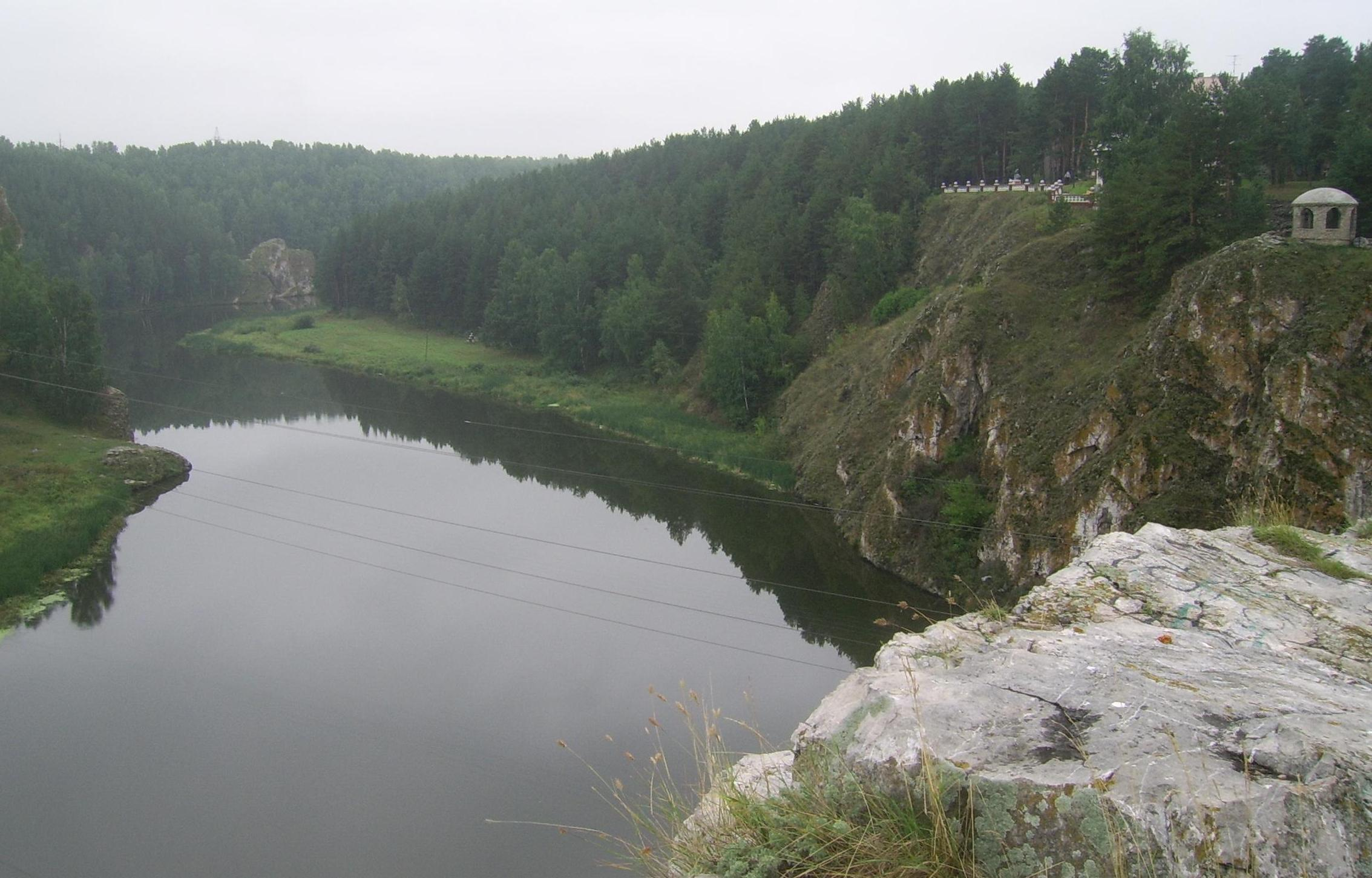
Вид на реку Исеть, ворота видны на заднем плане.
Скала «Каменные ворота», С. М. Прокудин-Горский; 1909 год.
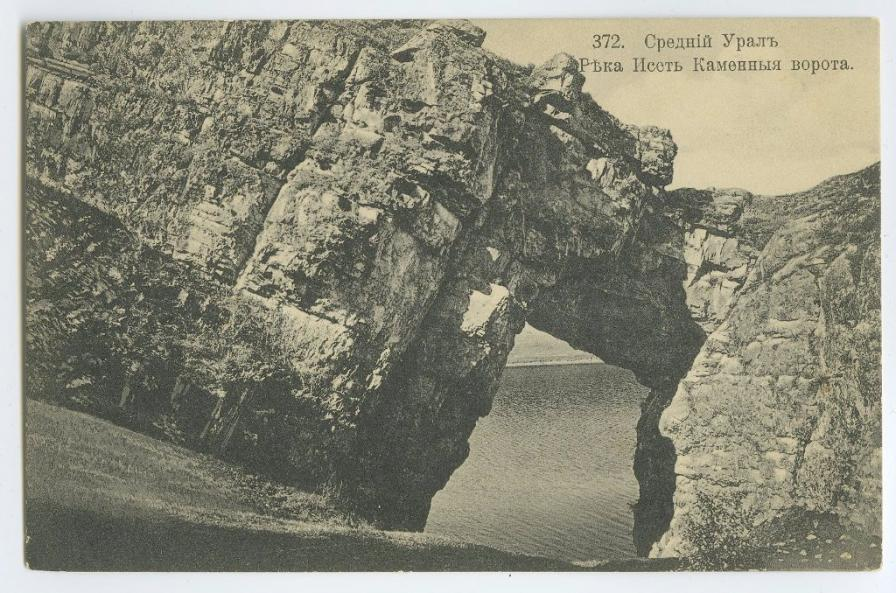
Почтовая карточка, В. Л. Метенков; 1909 год.
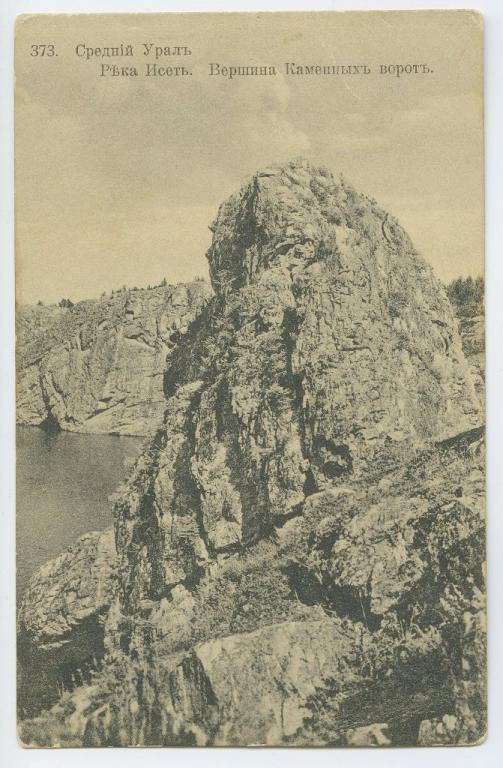
Почтовая карточка, В. Л. Метенков; 1909 год.